# Hafiza Khatun
Hafiza Khatun (en bengali হাফিজা খাতুন), née le 1er juillet 1954 à Dacca, est une géographe bangladaise. Elle est directrice du département de géographie et d'environnement à l'Université de Dacca. Elle est l'autrice de neuf livres et plus de 70 articles de recherche dans des revues nationales et internationales.

## Biographie
Hafiza Khatun naît et grandit dans le vieux Dacca, sur les rives du canal Dholai. Elle est la septième d'une fratrie de dix enfants.
Son père, Kabiruddin Rahmani, est un érudit (maulana) qui a fait ses études à l'étranger. Pour lui, l'éducation est importante pour la vie humaine, que l'on soit garçon ou fille.
Sa mère, Begum Faizunnesa, est issue d'une famille instruite dont la propre mère crée en 1921 l'une des plus anciennes écoles de la région de Dacca. Les parents de Hafiza Khatun, malgré le système social conservateur musulman de l'époque, encouragent leurs enfants, en particulier les filles, à étudier. La famille est présente dans la vie politique et universitaire du Bangladesh :
- Habiba Khatun [2],[3],[4], professeure au département Histoire et Culture Islamiques à l'Université de Dacca ;
- Latifa Samsuddin [5], professeure à l'Université de médecine Bangabandhu Sheikh Mujib ;
- Ataul Hakim Sarwar Hasan, Lieutenant-général de l'armée du Bangladesh, vice-chancelier à l'Université des professionnels du Bangladesh.

### Participation à la guerre de libération du Bangladesh
Lors de la guerre de libération du Bangladesh, Hafiza Khatun combat en 1971 sur le front Sylhet sous le secteur 3 de son frère Abul Hasan Masud (commandant de la guérilla de la zone Bangwali de Kotwali Thana dans la métropole de Dacca sous le secteur 2). Les frères et sœurs s'investissent dans la fourniture de nourriture, de médicaments, de premiers soins, par l'envoi de messages, la dissimulation et le transport d'armes.

### Formation
Après des études dans le vieux Dacca, Hafiza Khatun suit un parcours en géographie à l'Université Jahangirnagar et décroche en 1977 un master en géographie de la population. En 1981, elle suit un cours sur le développement urbain et le logement à l'Asian Institute of Technology de Bangkok et, en 1986 à l'UNICEF Népal, un cours sur les projets de développement. Grâce à une bourse du Commonwealth, elle passe en 1984 un master en géographie sociale et urbaine à l'Université de l'Alberta au Canada. En 1998 elle soutient son doctorat de géographie à l'Université de Dacca.
Hafiza Khatun fait partie du premier groupe de filles étudiantes à l'Université Jahangirnagar. Elle est la première étudiante de l'Université Jahangirnagar nommée membre du corps professoral de l'Université de Dacca.
Athlète de l'Université Jahangirnagar, elle est la première femme bleueExpliquer le sens.

## Activité d'enseignement
Hafiza Khatun commence sa carrière dans l'enseignement et la recherche en 1979 en tant que chargée de recherche à la Direction de l'Aménagement Urbain du Ministère du Logement et des Travaux Publics. Au Kumudini College et à l'Eden Women's College elle travaille comme chargée de cours au Département de géographie de 1981 à 1985. Elle rejoint l'Université de Dacca en tant que conférencière en 1986. Elle devient progressivement professeure-adjointe, professeure agrégée et enfin professeure. De 2015 à 2017 elle est cheffe du département de géographie et environnement à l'Université de Dacca. Depuis 2016, elle est directrice du Centre de formation à la recherche sur les catastrophes à l'Université de Dacca.
Depuis 2019, Hafiza Khatun est membre du Comité consultatif académique du Centre national de réadaptation de l'Université Huhai à Nanjing (Chine).

## Activités de recherche

### Travaux
Hafiza Khatun est spécialisée dans le domaine de la sécurité sociale. Ses travaux portent sur les politiques et plans liés à l'acquisition de terres, aux activités de développement et aux problèmes de réhabilitation au Bangladesh.

### Direction de revue
Hafiza Khatun est rédactrice en chef de plusieurs revues dont : 
- Journal of the Asiatic Society of Bangladesh ;
- Dhaka University Journal of Earth and Environment Sciences ;
- Oriental Geographer ;
- ভূগোল ও পরিবেশ জার্নাল  (Revue de géographie et environnement).

## Activité de consultante
Hafiza Khatun intervient durant 35 ans en tant que consultante dans des organisations comme la Banque Mondiale, la Banque asiatique du développement, le PNUD, l'UNICEF... Son expertise est sollicitée dans le domaine de la sécurité sociale, des règles de santé, du transport, du développement urbain, des infrastructures de développement, de lutte contre les inondations, d'irrigation.

## Mécénat
Hafiza Khatun est impliquée dans la création de cinq bourses dans divers établissements de recherche et d’enseignement, dont la Bangladesh Asiatic Society, le département de géographie et d'environnement de l'Université de Dacca ou l'université de Jahangirnagar. Ces fonds offrent bourses et médailles en fonction du mérite. L'une d'entre elles porte son nom, la « Hafiza Khatun Gold Medal Trust Fund ».

## Vie privée
Hafiza Khatur est mariée à Md. Hazrat Ali, professeur et vice-chancelier de l'Université Frost Capital du Bangladesh depuis 2016.
Le couple a trois enfants et six petits-enfants investis dans la vie universitaire et militaire du Bangladesh.

## Publications scientifiques

### Livres
- (bn) জামান মোহাম্মদ, ডেভেলপমেন্ট-ইন্ডুসড ডিসপ্লেসমেন্ট এন্ড রেসেটলমেন্ট ইন বাংলাদেশ: কেস স্টাডিস এন্ড প্রাক্টিসেস, নোভা সাইন্স পাবলিশার্স,‎ 2019 (ISBN 9781536142242)
- (en) খাতুন হাফিজা, Disaster and Despair : people at risk, Disaster Research Training and Management Centre (DRTMC), University of Dhaka,‎ 2019 (ISBN 9789843443090)
- (en) খাতুন হাফিজা, Environment and sustainable development in Bangladesh : geographical perspectives, Department of Geography and Environment, University of Dhaka,‎ 2018 (ISBN 9789843443106)
- (en) Zaman Mohammad, Development-induced displacement and resettlement in Bangladesh : case studies and practices, নোভা সাইন্স পাবলিশার্স,‎ 2017 (ISBN 9781536125955)
- (en) Prof. Dr. Hafiza Khatun, ঢাকাই খাবার, Asiatic Society of Bangladesh,‎ 2010 (ISBN 9789843315571, OCLC 771654871)
- (en) অধ্যাপক হাফিজা খাতুন, Gender geography a reader Bangladesh perspective, বাংলাদেশ ভূগোল পরিষদ,‎ 2005 (ISBN 9843228065)
- (en) অধ্যাপক হাফিজা খাতুন, Disaster and the Silent Gender: Contemporary Studies in Geography, বাংলাদেশ ভূগোল পরিষদ,‎ 2004 (ISBN 9843213246)
- (en) অধ্যাপক হাফিজা খাতুন, Dhakaiyas on the Move, Academic Press and Publishers Library,‎ 2003 (ISBN 9840801805)

### Chapitres de livre
- (en) খাতুন হাফিজা, Geography in Bangladesh: Concepts, Methods and Applications. Routledge, Routledge,‎ 2019, 185–201 p. (ISBN 9780367424213)
- (en) খাতুন হাফিজা, Development Induced Displacement and Resettlement in Bangladesh: Case Studies and Practices, Second Edition Revised and Expanded, নোভা সাইন্স পাবলিশার্স,‎ 2019, 18–28 p. (ISBN 9781536142242)
- (en) খাতুন হাফিজা, Development Induced Displacement and Resettlement in Bangladesh: Case Studies and Practices, First Edition, নোভা সাইন্স পাবলিশার্স,‎ 2017, 19–32 p. (ISBN 9781536125955)
- (en) খাতুন হাফিজা, Beyond Relocation: The Imperative of Sustainable Resettlement, Sage Publishing,‎ 2009, 331–353 p. (ISBN 9788132100874)
- (en) খাতুন হাফিজা, Gender Geography:A Reader Bangladesh Perspectives, বাংলাদেশ ভূগোল পরিষদ,‎ 2005, 143–162 p. (ISBN 9843228065)
- (en) খাতুন হাফিজা, Disaster Risk Reduction in South Asia, PHI Learning Private Limited,‎ 2003, 264–280 p. (ISBN 9788120322004)
- (en) খাতুন হাফিজা, নগরায়নে বাংলাদেশ, Department of Geography and Environment, University of Dhaka,‎ 2002, 129–143 p. (ISBN 9843202953)

### Articles scientifiques
- (en) খাতুন হাফিজা, « Role of Participatory Supervision in Restoration of Livelihood of Affected Persons: Case Study of Bhairab Bridge Project, Bangladesh. », Oriental Geographer, vol. 58,‎ 2017, p. 1–18 (ISSN 0030-5308, OCLC 1761506, lire en ligne)
- (en) অধ্যাপক হাফিজা খাতুন, « Development Induced Displacement and Rehabilitation in Bangladesh: Challenges and Perspectives. », Oriental Geographer, vol. 49,‎ 2005, p. 135–150 (ISSN 0030-5308)
- (en) অধ্যাপক হাফিজা খাতুন, « Intra-Urban Residential Migration of Old Dhakaiya People », Journal of the Asiatic Society of Bangladesh, vol. 46,‎ 2001 (ISSN 1015-6836, lire en ligne)
- (en) অধ্যাপক হাফিজা খাতুন, « Role of Wife's Property in the Intra-Urban Residential Migration Pattern of Old Dhakaiya Households. », Oriental Geographer, vol. 44,‎ 2005 (ISSN 0030-5308)